# ドミニカ共和国海軍艦艇一覧
ドミニカ共和国海軍艦艇一覧（ドミニカきょうわこくかいぐんかんていちらん）は、ドミニカ共和国海軍が過去保有した、または現在保有する、または将来保有する予定の、未完成・計画中止を含めた歴代艦艇一覧である。
凡例

## 現有勢力（2024年現在）
- 国防予算：7億6,100万ドル[1]
- 海軍人員：11,200名（海軍歩兵を含む）[1]
- 艦船隻数：17隻（排水量20t以上）[1]

哨戒艦×1
哨戒艇×14
輸送艇×1
練習艇×1
- 航空機数：2機[1]

陸上ヘリコプター×2

## 艦艇一覧（近代海軍以前）

### 砲艦
- エル・プレシデンテ（El Presidente） - ??年、8門
- インデペンデンシア（Independencia） - 1894年、7門
- レスタウラシオン（Restauracion） - 1896年、7門